# Championnat d'Asie et d'Océanie masculin de volley-ball des moins de 19 ans

## Palmarès
| Année | Lieu          | Champion     | Finaliste    | Troisième     | Quatrième       |
| ----- | ------------- | ------------ | ------------ | ------------- | --------------- |
| 1997  | Philippines   | Taïwan       | Corée du Sud | Japon         | Chine           |
| 1999  | Chiayi        | Corée du Sud | Japon        | Chine         | Arabie saoudite |
| 2001  | Esfahan       | Iran         | Corée du Sud | Taïwan        | Corée du Nord   |
| 2003  | Visakhapatnam | Inde         | Iran         | Corée du Nord | Chine           |
| 2005  | Téhéran       | Iran         | Corée du Sud | Inde          | Taïwan          |
| 2007  | Kuala Lumpur  | Iran         | Inde         | Chine         | Corée du Sud    |
| 2008  | Colombo       | Iran         | Japon        | Inde          | Chine           |
| 2010  | Téhéran       | Iran         | Chine        | Corée du Sud  | Inde            |
| 2012  | Téhéran       | Iran         | Chine        | Japon         | Corée du Sud    |
| 2014  | Colombo       | Iran         | Japon        | Chine         | Taïwan          |

## Tableau des médailles
| Rang | Pays          | Médaille d'or | Médaille d'argent | Médaille de bronze | Total |
| 1    | Iran          | 7             | 1                 | 0                  | 7     |
| 2    | Corée du Sud  | 1             | 3                 | 1                  | 5     |
| 3    | Inde          | 1             | 1                 | 2                  | 4     |
| 4    | Taïwan        | 1             | 0                 | 1                  | 2     |
| 5    | Japon         | 0             | 3                 | 2                  | 4     |
| -    | Chine         | 0             | 2                 | 1                  | 4     |
| 7    | Corée du Nord | 0             | 0                 | 1                  | 1     |